# Geminga
Pulsar gamma
Geminga, aussi connu par sa désignation de PSR J0633+1746, est un pulsar gamma relativement proche situé à environ 250 pc (∼815 al) du Soleil dans la constellation des Gémeaux. Il a fait partie des trois premières sources de rayons gamma astrophysiques détectées par le premier satellite artificiel affecté à l'observation gamma, SAS-2, les deux autres étant PSR B0531+21 (le pulsar du Crabe) et PSR B0833-45 (le pulsar des Voiles).
Geminga est un pulsar assez atypique : il est l'une des plus fortes sources de rayons gamma du ciel, mais contrairement à la majorité des pulsars, n'est pas détecté dans le domaine des ondes radio, malgré des recherches très poussées. C'est également le premier astre d'abord révélé dans le domaine gamma, avant d'être observé dans d'autres gammes de longueurs d'onde. Son nom est d'ailleurs la contraction de « Gemini gamma-ray source », et par coïncidence, Gh'è minga signifie également « n'est pas là » en milanais, nom donné à l'époque où l'identification précise de Geminga dans le domaine visible n'était pas réalisée. La longue quête de la contrepartie optique de Geminga lui a d'ailleurs valu une certaine notoriété auprès du grand public, celle-ci ayant fait l'objet de plusieurs récits détaillés.
La naissance de Geminga résulte très certainement de l'explosion d'une supernova il y a 340 000 ans. La proximité de Geminga laisse supposer que les restes de cette supernova englobent aujourd'hui le système solaire et qu'ils constituent, au moins partiellement, la bulle locale où évolue le Soleil.

## Découverte
Geminga fut découvert en 1972, lors d'une campagne d'observation du satellite SAS-2 dirigé vers l'opposé du centre galactique. En tout, trois campagnes d'observation eurent lieu, en 1972 et 1973, du 14 au 21 décembre 1972, puis du 11 au 16 janvier et du 17 au 24 avril de l'année suivante. Ces campagnes d'observations permirent d'identifier très clairement l'émission gamma du pulsar du Crabe, en en décelant la périodicité, déjà connue (d'environ 33 millisecondes), ainsi qu'une autre source, alors nommée γ195+5, du nom de ses coordonnées galactiques approximatives. Cette source, dont la découverte fut annoncée en 1977 fut par la suite appelée Geminga. La détection de la source correspondait en réalité à celle de seulement 121 photons gamma, reçus en plus de 20 jours d'observation. Ce nombre, extrêmement petit, mais typique de l'astronomie gamma naissante, rendait l'identification d'une éventuelle périodicité très incertaine. Une première estimation proposait que ces 121 photons soient issus d'une source périodique de période 59,0074 secondes et dont le ralentissement était de {\displaystyle {\dot {P}}} = 2,23×10-9 s·s-1, proposition qualifiée par ses auteurs de « provisoire » (tentative en anglais). À l'époque de la découverte de Geminga, sa nature galactique semblait établie, aucune source extragalactique d'ondes radio énergétique n'étant située à proximité de la localisation approximative de Geminga. Par contre, bien qu'étant considérée comme un probable pulsar, l'absence d'émission radio caractéristique d'un pulsar rendait sa nature encore incertaine.
Six mois après l'annonce de sa découverte avec les données de SAS-2, l'existence de Geminga fut confirmée par l'équipe responsable du second satellite gamma, COS-B, qui rendit publique l'identification de 18 sources astrophysiques de rayons gamma détectées par cet instrument.

## Pulsar
La nature de Geminga est restée inconnue pendant les 20 années qui ont suivi sa découverte par le satellite SAS-2. Les observations effectuées en mars 1991 par la mission ROSAT ont détecté un rayonnement X mou d'une périodicité de 0,237 seconde, périodicité rétrospectivement découverte à la même époque dans les données initiales du satellite SAS 2. Le ralentissement de la période de rotation de Geminga a été identifié, permettant d'estimer son âge caractéristique à 340 000 ans,. Le pulsar a également été identifié dans le domaine visible, permettant à la fois de mesurer son mouvement propre et sa parallaxe, à l'aide du télescope spatial Hubble, et par suite sa distance, environ 552 années-lumière (à 30 % près). Le mouvement propre de Geminga, très élevé, s'explique par une combinaison de sa distance relativement modeste à l'échelle de notre Galaxie, et d'une vitesse propre élevée, conformément à la théorie de la formation des pulsars, issus de l'explosion d'une étoile en supernova, explosion en général asymétrique, de sorte que le pulsar, résidu compact du cœur de l'étoile, est souvent animé d'une vitesse élevée par rapport aux couches externes de l'étoile.
Il semble établi que le pulsar a connu un glitch, c'est-à-dire une faible mais brutale modification de sa période de rotation et de son ralentissement, fin 1996. Son indice de freinage n'a par contre pas pu être mesuré, du fait de la difficulté de mettre en évidence une décélération du ralentissement.

## Émission
Geminga se distingue de nombre de pulsars par le fait que la majeure partie de son émission se fait dans le domaine gamma. Ce fait pourrait être à l'origine de la non détection de son émission radio, bien que celle-ci soit probablement due au fait que les régions responsables des émissions radio et gamma d'un pulsar ne sont pas les mêmes et peuvent être suffisamment éloignées pour ne pas être simultanément observables depuis une direction donnée.

## Sur la population d'astres de type Geminga
Le Compton Gamma-Ray Observatory (CGRO) a mis en évidence avec ses instruments OSSE et EGRET près de 200 sources discrètes de rayons gamma, nettement moins lumineuses que Geminga. Cependant, le fait que Geminga soit un pulsar relativement proche (500 années-lumière environ) laisse à penser que de nombreux astres semblables se trouvent dans notre galaxie, aussi une part significative des sources Compton pourrait-elle correspondre à d'autres pulsars gamma. Cependant, leur mise en évidence explicite pourrait s'avérer difficile : Geminga est silencieux dans le domaine radio, et son émission périodique n'est détectée que dans le domaine des rayons X, et encore avec difficulté. Des sources semblables mais moins lumineuses car plus éloignées seraient de fait considérablement plus difficiles à identifier. Il est estimé cependant qu'avec la mise en service en juin 2008 du Fermi Gamma-ray Space Telescope, une centaine d'autres astres de type Geminga pourraient être révélés.